# Петіно (Калінінградська область)
Петіно (рос. Петино) — селище Полєського району, Калінінградської області Росії. Входить до складу Саранського сільського поселення.
Населення —  92 особи (2015 рік). 

## Населення
| 1939 | 2002 | 2010 | 2012 | 2013 |
| ---- | ---- | ---- | ---- | ---- |
| 660  | ↘77  | ↗92  | ↗96  | ↗101 |